# Чажешно
Ча́жешно — деревня в Вындиноостровском сельском поселении Волховского района Ленинградской области.

## История
Деревня Чажешная упоминается карте Санкт-Петербургской губернии 1792 года А. М. Вильбрехта.
На карте Санкт-Петербургской губернии Ф. Ф. Шуберта 1834 года обозначена деревня Чажешно, состоящая из 31 крестьянских двора.

ЧАЖЕШНА — деревня принадлежит Казённому ведомству, число жителей по ревизии: 82 м. п., 72 ж. п. (1838 год)

На карте профессора С. С. Куторги 1852 года отмечена деревня Чажешно из 31 двора.

ЧАРЕШНА — деревня Ведомства государственного имущества, по просёлочной дороге, число дворов — 40, число душ — 83 м. п. (1856 год)

ЧАЖЕШНО — деревня казённая при реке Чажешне, число дворов — 25, число жителей: 95 м. п., 105 ж. п.; Часовня православная. (1862 год)

В конце XIX — начале XX века деревня административно относилась к Глажевской волости 1-го стана Новоладожского уезда Санкт-Петербургской губернии.
По данным «Памятной книжки Санкт-Петербургской губернии» за 1905 год деревня называлась Чажешна.
Согласно военно-топографической карте Петроградской и Новгородской губерний издания 1915 года в деревне Чажешно была ветряная мельница, а река протекающая через деревню называлась Неважи.
С 1917 по 1923 год деревня Чажешно входила в состав Теребочевского сельсовета Глажевской волости Новоладожского уезда.
С 1923 года, в составе Помяловского сельсовета Пролетарской волости Волховского уезда.
С 1924 года в составе Болотовского сельсовета.
Согласно данным переписи населения СССР 1926 года в деревне Чажешно проживали 300 человек — все русские.
С 1927 года в составе Волховского района.
В 1928 году население деревни Чажешно также составляло 300 человек.
По данным 1933 года деревня Чажешно входила в состав Болотовского сельсовета Волховского района.

План деревни Чажешно. 1941 год

Согласно топографической карте РККА 1941 года деревня насчитывала 51 двор. В деревне располагался сельсовет.
С 1950 года в составе Братовищенского сельсовета.
С 1954 года в составе Прусыногорского сельсовета.
В 1958 году население деревни Чажешно составляло 57 человек.
По данным 1966 года деревня Чажешно также входила в состав Прусыногорского сельсовета Волховского района.
По данным 1973 и 1990 годов деревня Чажешно входила в состав Волховского сельсовета Волховского района.
В 1997 году в деревне Чажешно Вындиноостровской волости проживали 6 человек, в 2002 году — 24 человека (все русские).
В 2007 году в деревне Чажешно Вындиноостровского СП — 5 человек.

## География
Деревня расположена в юго-западной части района на автодороге 41К-379 (Теребочево — Хотово).
Расстояние до административного центра поселения — 12 км.
Расстояние до ближайшей железнодорожной станции Теребочево — 31,5 км.
Через деревню протекает река Чаженка.

## Демография
| 1862 | 2002 | 2007 | 2010 | 2017 |
| ---- | ---- | ---- | ---- | ---- |
| 200  | ↘24  | ↘5   | ↗20  | ↘11  |

### Национальный состав
Согласно данным Всероссийской переписи населения 2021 года в деревне проживали 33 человека, из них:
 русские — 32, вепсы — 1 человек.

## Улицы
Левобережная, Медовая, Правобережная.